# Championnats d'Europe d'athlétisme 1950
Navigation
Les Championnats d'Europe d'athlétisme de 1950, les 4e, ont eu lieu du 23 au 27 août 1950 à Bruxelles. La vedette de l'organisation fut la Néerlandaise Fanny Blankers-Koen : elle a gagné trois médailles d'or (100 m, 200 m, 80 m haies) et une médaille d'argent (relais 4 × 100 m).

## Résultats

### Hommes
| 100 m | Étienne Bally 10 s 4                                                                     | Franco Leccese 10 s 7                                                              | Vladimir Sukharev 10 s 7                                                           |
| 200 m | Brian Shenton 21 s 5                                                                     | Étienne Bally 21 s 5                                                               | Jan Lammers 22 s 1                                                                 |
| 400 m | Derek Pugh 47 s 3 (AR)                                                                   | Jacques Lunis 47 s 6                                                               | Lars-Erik Wolfbrandt 47 s 9                                                        |
| 800 m | John Parlett 1 min 50 s 5 (AR)                                                           | Marcel Hansenne 1 min 50 s 7                                                       | Roger Bannister 1 min 50 s 7                                                       |
| 1 500 m | Willem Slijkhuis 3 min 47 s 2 (AR)                                                       | Patrick El Mabrouk 3 min 47 s 8                                                    | Bill Nankeville 3 min 48 s 0                                                       |
| 5 000 m | Emil Zátopek 14 min 03 s 0 (CR)                                                          | Alain Mimoun 14 min 26 s 0                                                         | Gaston Reiff 14 min 26 s 2                                                         |
| 10 000 m | Emil Zátopek 29 min 12 s 0 (AR)                                                          | Alain Mimoun 30 min 21 s 0                                                         | Väinö Koskela 30 min 30 s 8                                                        |
| Marathon | Jack Holden 2 h 32 min 13 s                                                              | Veikko Karvonen 2 h 32 min 45 s                                                    | Feodosiy Vanin 2 h 33 min 47 s                                                     |
| 10 000 m marche | Fritz Schwab 46 min 01 s 8                                                               | Émile Maggi 46 min 16 s 8                                                          | John Mikaelsson 46 min 48 s 2                                                      |
| 50 km marche | Giuseppe Dordoni 4 h 40 min 42 s 6                                                       | John Ljunggren 4 h 43 min 25 s 0                                                   | Verner Ljunggren 4 h 49 min 28 s 0                                                 |
| 110 m haies | André-Jacques Marie 14 s 6                                                               | Ragnar Lundberg 14 s 7                                                             | Peter Hildreth 15 s 0                                                              |
| 400 m haies | Armando Filiput 51 s 9                                                                   | Yuriy Lituyev 52 s 4                                                               | Harry Whittle 52 s 7                                                               |
| 3 000 m steeple | Jindřich Roudný 9 min 05 s 4                                                             | Petar Šegedin 9 min 07 s 4                                                         | Erik Blomster 9 min 08 s 8                                                         |
| 4 × 100 m | Union soviétique Vladimir Sukharev Levan Kalyayev Levan Sanadze Nikolay Karakulov 41 s 5 | France Étienne Bally Jacques Perlot Yves Camus Jean-Pierre Guillon 41 s 8          | Suède Göte Kjellberg Leif Christersson Stig Danielsson Hans Rydén 41 s 9           |
| 4 × 400 m | Royaume-Uni Martin Pike Leslie Lewis Angus Scott Derek Pugh 3 min 10 s 2 (AR)            | Italie Baldassare Porto Armando Filiput Luigi Paterlini Antonio Siddi 3 min 11 s 0 | Suède Gösta Brännström Tage Ekfeldt Rune Larsson Lars-Erik Wolfbrandt 3 min 11 s 6 |
| Saut en hauteur | Alan Paterson 1,96 m                                                                     | Arne Åhman 1,93 m                                                                  | Claude Bénard 1,93 m                                                               |
| Saut à la perche | Ragnar Lundberg 4,30 m (AR)                                                              | Valto Olenius 4,25 m                                                               | Jukka Piironen 4,25 m                                                              |
| Saut en longueur | Torfi Bryngeirsson 7,32 m                                                                | Gerard Wessels 7,22 m                                                              | Jaroslav Fikejz 7,20 m                                                             |
| Triple saut | Leonid Shcherbakov 15,39 m                                                               | Valdemar Rautio 14,96 m                                                            | Ruhi Sarıalp 14,53 m                                                               |
| Lancer du poids | Gunnar Huseby 16,74 m (AR)                                                               | Angiolo Profeti 15,16 m                                                            | Oto Grigalka 15,14 m                                                               |
| Lancer du disque | Adolfo Consolini 53,75 m (AR)                                                            | Giuseppe Tosi 52,31 m                                                              | Olavi Partanen 48,69 m                                                             |
| Lancer du marteau | Sverre Strandli 55,71 m                                                                  | Teseo Taddia 54,73 m                                                               | Jiří Dadák 53,64 m                                                                 |
| Lancer du javelot | Toivo Hyytiäinen 71,26 m                                                                 | Per-Arne Berglund 70,06 m                                                          | Ragnar Ericzon 69,82 m                                                             |
| Décathlon | Ignace Heinrich 7 364 pts (AR)                                                           | Örn Clausen 7 297 pts                                                              | Kjell Tannander 7 175 pts                                                          |
| Records et Performances - AR : Record continental (area record) - CR : Record des championnats (championship record) - MR : Record du meeting (meet record) - NR : Record national (national record) - OR : Record olympique (olympic record) - PR : Record paralympique (paralympic record) - PB : Record personnel (personal best) - SB : Meilleure performance personnelle de la saison (season's best) - WL : Meilleure performance mondiale de l'année (world leader) - WJR : Record du monde junior (world junior record) - WR : Record du monde (world record) Circonstances et Conditions - DNF : N'a pas terminé (did not finish) - DNS : N'a pas pris le départ (did not start) - DQ : Disqualification (disqualification) - NM : Aucun essai valable enregistré (No Mark) - Q : Qualifié « directement » au prochain tour (ou à la prochaine compétition), lors d'une compétition majeure, grâce au classement ou à la réalisation des minima (automatic qualifier) - q : Qualifié au prochain tour (ou à la prochaine compétition), lors d'une compétition majeure, grâce au repêchage ou à la réalisation de l'une des meilleures performances parmi celles des « non qualifiés directement » (grâce au meilleur temps ou à la meilleure distance par exemple) (secondary qualifier) |                                                                                          |                                                                                    |                                                                                    |

### Femmes
| 100 m | Fanny Blankers-Koen 11 s 7 (AR)                                       | Yevgeniya Sechenova 12 s 3                                                       | June Foulds 12 s 4                                                                       |
| 200 m | Fanny Blankers-Koen 24 s 0                                            | Yevgeniya Sechenova 24 s 8                                                       | Dorothy Hall 25 s 0                                                                      |
| 80 m haies | Fanny Blankers-Koen 11 s 1 (AR)                                       | Maureen Dyson 11 s 6                                                             | Micheline Ostermeyer 11 s 7                                                              |
| 4 × 100 m | Royaume-Uni Eileen Hay Jean Desforges Dorothy Hall June Foulds 47 s 4 | Pays-Bas Xenia de Jongh Puck Brouwer Grietje de Jongh Fanny Blankers-Koen 47 s 4 | Union soviétique Elene Gokieli Sofiya Malshina Zoya Dukhovich Yevgeniya Sechenova 47 s 5 |
| Saut en hauteur | Sheila Alexander 1,63 m                                               | Dorothy Tyler 1,63 m                                                             | Galina Ganeker 1,63 m                                                                    |
| Saut en longueur | Valentina Bogdanova 5,82 m                                            | Wilhelmina Lust 5,63 m                                                           | Maire Österdahl 5,57 m                                                                   |
| Lancer du poids | Anna Andreyeva 14,32 m (AR)                                           | Klavdiya Tochenova 13,92 m                                                       | Micheline Ostermeyer 13,37 m                                                             |
| Lancer du disque | Nina Dumbadze 48,03 m (AR)                                            | Rimma Shumskaya 42,25 m                                                          | Edera Cordiale 41,57 m                                                                   |
| Lancer du javelot | Natalya Smirnitskaya 47,55 m (AR)                                     | Herma Bauma 43,87 m                                                              | Galina Zybina 42,75 m                                                                    |
| Pentathlon | Arlette Ben Hamo 3 204 pts                                            | Bertha Crowther 3 048 pts                                                        | Olga Modrachová 3 026 pts                                                                |
| Records et Performances - AR : Record continental (area record) - CR : Record des championnats (championship record) - MR : Record du meeting (meet record) - NR : Record national (national record) - OR : Record olympique (olympic record) - PR : Record paralympique (paralympic record) - PB : Record personnel (personal best) - SB : Meilleure performance personnelle de la saison (season's best) - WL : Meilleure performance mondiale de l'année (world leader) - WJR : Record du monde junior (world junior record) - WR : Record du monde (world record) Circonstances et Conditions - DNF : N'a pas terminé (did not finish) - DNS : N'a pas pris le départ (did not start) - DQ : Disqualification (disqualification) - NM : Aucun essai valable enregistré (No Mark) - Q : Qualifié « directement » au prochain tour (ou à la prochaine compétition), lors d'une compétition majeure, grâce au classement ou à la réalisation des minima (automatic qualifier) - q : Qualifié au prochain tour (ou à la prochaine compétition), lors d'une compétition majeure, grâce au repêchage ou à la réalisation de l'une des meilleures performances parmi celles des « non qualifiés directement » (grâce au meilleur temps ou à la meilleure distance par exemple) (secondary qualifier) |                                                                       |                                                                                  |                                                                                          |

## Tableau des médailles

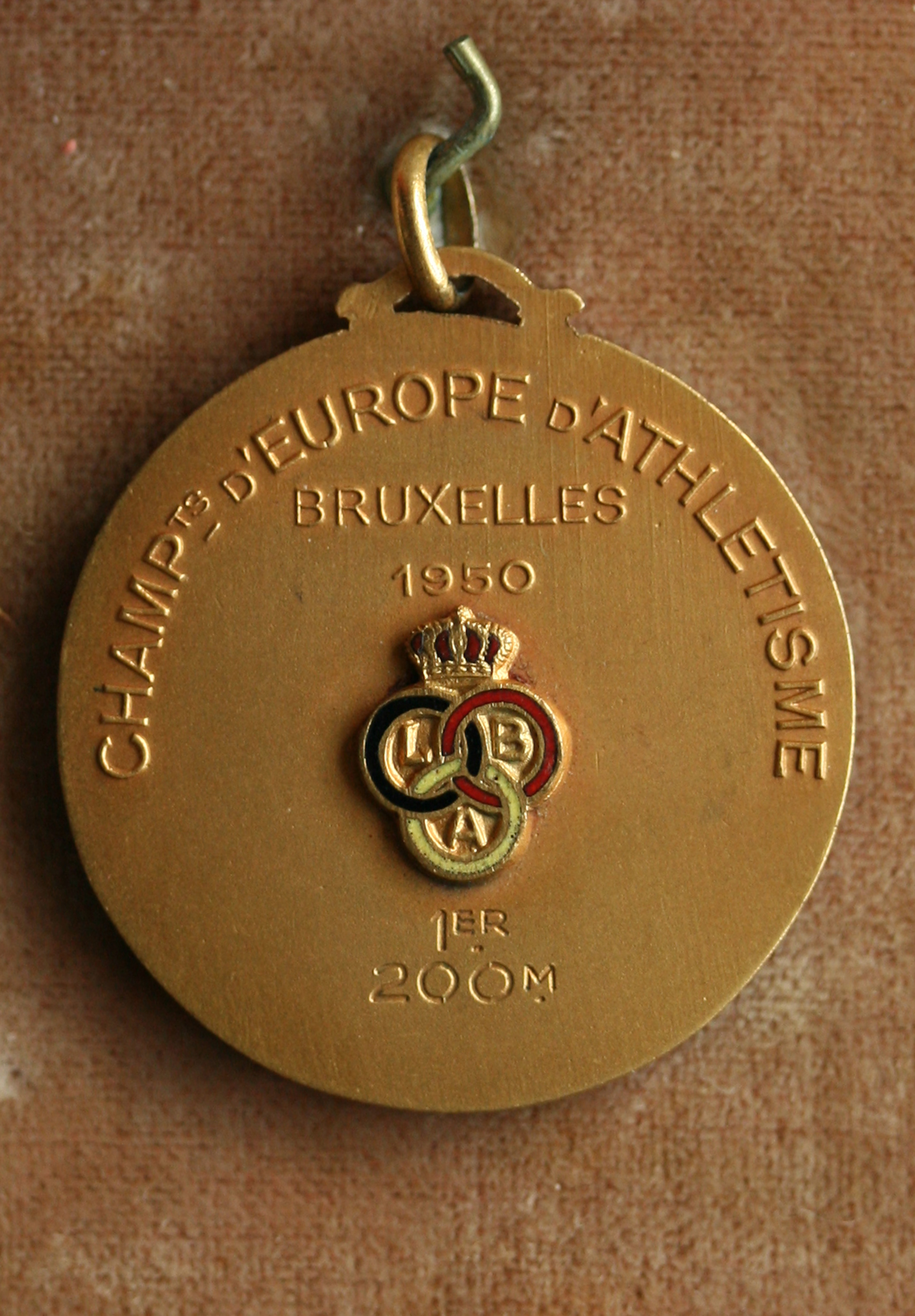
Médaille d'or européenne en 1950 (ici du 200 mètres de B.Shenton).

| Rang | Nation          | Or | Argent | Bronze | Total |
| ---- | --------------- | -- | ------ | ------ | ----- |
| 1.   | Royaume-Uni     | 8  | 3      | 6      | 17    |
| 2.   | URSS            | 6  | 5      | 6      | 17    |
| 3.   | France          | 4  | 8      | 3      | 15    |
| 4.   | Pays-Bas        | 4  | 3      | 1      | 8     |
| 5.   | Italie          | 3  | 5      | 1      | 9     |
| 6.   | Tchécoslovaquie | 3  | 0      | 3      | 6     |
| 7.   | Islande         | 2  | 1      | 0      | 3     |
| 8.   | Suède           | 1  | 4      | 7      | 12    |
| 9.   | Finlande        | 1  | 3      | 5      | 9     |
| 10=  | Norvège         | 1  | 0      | 0      | 1     |
| 10=  | Suisse          | 1  | 0      | 0      | 1     |
| 12=  | Autriche        | 0  | 1      | 0      | 1     |
| 12=  | Yougoslavie     | 0  | 1      | 0      | 1     |
| 14=  | Belgique        | 0  | 0      | 1      | 1     |
| 14=  | Turquie         | 0  | 0      | 1      | 1     |
|      |                 | 34 | 34     | 34     | 102   |